# Узуд
Узуд (на арабски: شَلَّالات أُوزود) са едни от най-впечатляващите водопади в Мароко, разположени в централната част на Атласките планини. Те се намират на около 150 км североизточно от Маракеш и на 36 км от град Азилал.
Водопадите са част от река Ел Абид, имат обща височина от около 110 метра и се състоят от три основни каскади, най-високата от които достига 75 метра.
На върха на водопада все още работят десетина стари водни мелници. Привечер около водопада се събират множество емблематични за региона берберски макаци.